# Igor Yakovlevich Krutoy

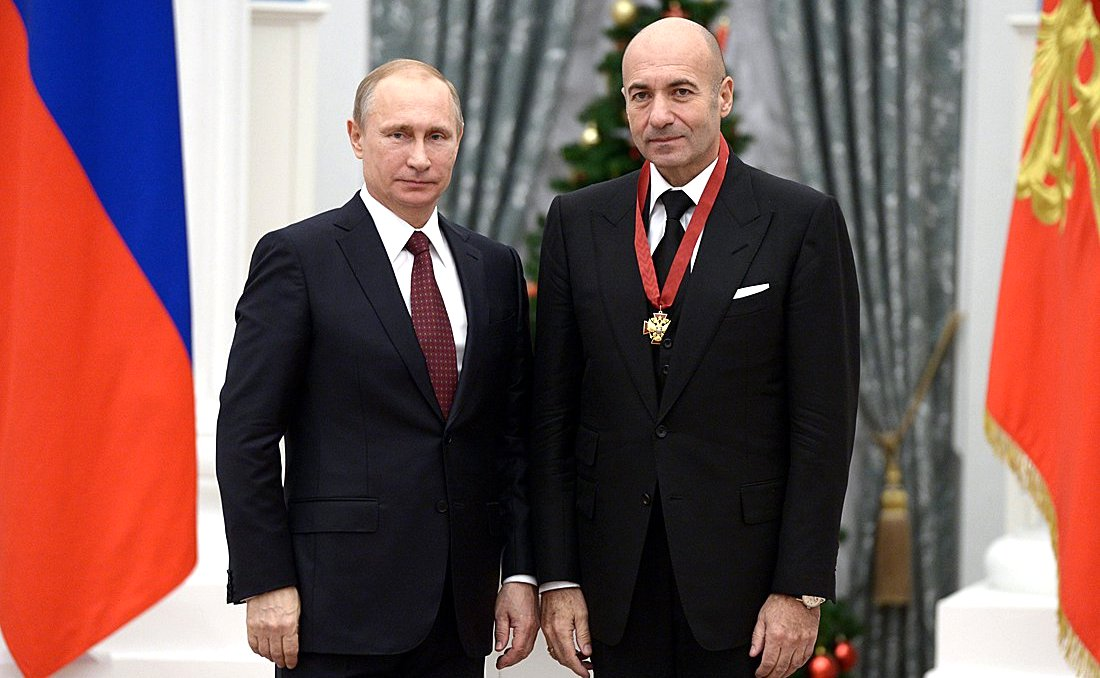
Igor Krutoy nhận Huân chương "Vì Xứng đáng với Tổ quốc" hạng III vào ngày 22 tháng 12 năm 2014

Igor Yakovlevich Krutoy (tiếng Nga: Игорь Яковлевич Крутой), sinh ngày 29 tháng 7 năm 1954, là một nhà soạn nhạc, nghệ sĩ biểu diễn, nhà sản xuất và quảng bá âm nhạc người Nga sinh tại Ukraine. Krutoy được trao tặng giải Lenin Komsomol vào năm 1989.

## Tiểu sử
Igor Krutoy sinh ngày 29 tháng 7 năm 1954, tại Haivoron của tỉnh Kirovohrad. Khi còn nhỏ, ông tự học cách chơi phong cầm, và sau đó chơi nhạc cụ này trong ban nhạc của trường. Ông học tại một trường âm nhạc; sau khi tốt nghiệp ông học ở khoa Lý thuyết của trường Cao đẳng Âm nhạc Kirovograd và tốt nghiệp loại xuất sắc vào năm 1974. Ông thi trượt Nhạc viện Kiev và dạy học phong cầm ở làng Haivoron và Bandurovo trong một năm sau đó. Năm 1976, Krutoy vào học Viện Sư phạm bang Nikolaev ở khoa Chỉ huy (nhạc hợp xướng). Trong thời gian học tập tại đây, ông làm việc cho các nhà hàng, và ở đó ông gặp gỡ Aleksander Serov, người sau này trở thành người cũng như người biểu diễn nhiều nhạc phẩm của ông. Trong giai đoạn đó, Krutoy cũng làm chỉ đạo nghệ thuật cho ban nhạc của Valentina Tolkunova và biểu diễn cùng nam diễn viên nổi tiếng người Nga Yevgeny Leonov.

Năm 1979, ông được mời tham gia Dàn hợp xướng hòa nhạc Moscow "Panorama", nơi ông đã làm việc với nhiều nghệ sĩ nổi tiếng, ví dụ như Leonid. Năm 1986, Krutoy cuối cùng đã nhập học ở Nhạc viện Saratov, học khoa Sáng tác. Trong khi đó, bạn của ông, ca sĩ nổi tiếng Aleksander Serov, đang giành chiến thắng ở nhiều cuộc thi quốc tế với những bài hát của Krutoy như "Inspiration" và "In Fate's Despite".
Năm 2012, Igor Krutoy trở thành chủ tịch của Music1.ru và có cổ phần sau khi đầu tư 2 triệu đô la Mỹ vào công ty này. Quá trình kinh doanh bắt đầu với việc đưa vào hoạt động trang www.Music1.ru, trang web được kỳ vọng sẽ trở thành trung tâm trực tuyến của công ty âm nhạc của Krutoy, cũng như trở thành người dẫn đầu trong thị trường âm nhạc trực tuyến của Cộng đồng các Quốc gia Độc lập. Ông cũng là chủ tịch của công ty ghi âm ARS, chiếm 25% cổ phần của Muz-TV, một kênh truyền hình phát những video âm nhạc nhạc pop của Nga. Kể từ năm 2002, ARS cũng tổ chức cuộc thi New Wave dành cho những nghệ sĩ nhạc pop trẻ, cùng với Raimonds Pauls và Alla Pugacheva. Với tư cách là một công ty quản lý, ARS đã ký hợp đồng với một số nghệ sĩ, như Sopho Khalvashi.

## Gia đình
Cha của Krutoy là Yakov Krutoy (1917–1980), là một người chuyên chở hàng hóa tại công ty "RADIODETAL", và mẹ ông, Svetlana (tên khai sinh Krutaya) sinh năm 1934, là một chuyên viên thí nghiệm tại một cơ quan vệ sinh dịch tễ. Chị gái của ông, Alla Krutaya (tên kết hôn Baratta), là tác giả và dẫn chương trình của chương trình Laskavo prosymo (Xin chào, "Ласкаво просимо") ở công ty truyền hình "Ukraine". Alla đã sống tại Hoa Kỳ kể từ năm 1993, kết hôn với một luật sư người Ý có tên Anthony Baratta, và họ có một đứa con gái hiện đang là học sinh, có tên Natasha.

## Đời tư
- Kết hôn lần đầu - Yelena Krutaya (sinh tại Saint Petersburg)
  - Con trai: Nikolai Krutoy (sinh năm 1981)
- Kết hôn lần hai - Olga Krutaya (sinh năm 1963), kể từ năm 1995. Olga Krutaya sống tại New Jersey, Hoa Kỳ và đang kinh doanh tại đây. Krutoy và Krutaya có hai con gái:
  - Victoriya (sinh năm 1985), ca sĩ, đã tốt nghiệp trung học tại New Jersey
  - Aleksandra (sinh năm 2003).[3]

## Nhạc phẩm đã sáng tác
- "When I close my eyes" (Когда я закрываю глаза)
- "A Sad Angel" (Печальный Ангел)
- "You are in my September" (Ты в моем Сентябре)
- "Blue Planet" (Голубая планета)

### Nhạc phim
Nguồn:
- The Snow Queen (Снежная королева, 2003)
- Hostages of "The Devil" (Заложники «Дьявола», 1993)
- Thirst for Passion (Жажда страсти, 1991)
- Souvenir for the prosecutor (Сувенир для прокурора, 1989)

## Sản xuất chương trình
- Loạt chương trình truyền hình "Star Factory" (Фабрика звезд) (2002–2007)

## Bản ghi âm đã thực hiện
- Album Madonna với Aleksander Serov, năm 1988.
- Album Ya plachu với Aleksander Serov, năm 1991.
- Album How Is It In Russia? với Rose Sisters, năm 1992.
- Album Ya Tuchi Razvedu Rukami với Irina Allegrova, năm 1996.
- Album Nezakonchenniy Roman với Irina Allegrova, năm 1998.
- Album Odnazhdy v Amerike với Mikhail Shufutinsky, năm 1998.
- Album Latinsky kvartal với Laima Vaikule, năm 1998.
- Album Ti Eto Ya với Rose Sisters, năm 1998.
- Album The Rope Dancer với Valery Leontiev, năm 1999.
- Deja Vu, 2CD+DVD với Dmitri Hvorostovsky, năm 2009.
- Album Mademoiselle Zhivago với Lara Fabian, năm 2010.

## Danh hiệu và giải thưởng
- Người hoạt động nghệ thuật của Liên bang Xô Viết (1992)[10]
- Nghệ sĩ nhân dân Liên bang Nga (1996)[10]
- Nghệ sĩ của Ukraine(2011)[11][12]
- Giải Lenin Komsomol (1989)[10]
- Huân chương Tình bạn (27 tháng 8 năm 2004)[13]
- Huân chương Vì Xứng đáng với Tổ quốc hạng 4 (28 tháng 7 năm 2009)[14]
- Huân chương Vì Xứng đáng với Tổ quốc hạng 3 (21 tháng 7 năm 2014)